# 渋染一揆
渋染一揆（しぶぞめいっき）は江戸時代末期（幕末）の1856年に起こった、備前国岡山藩の被差別部落住民53団による強訴である。事件名称は江戸時代に一揆とされている。

## 経緯
岡山藩の被差別部落民は、藩士より農業指導を受け農業生産を生業としていたため、他藩の被差別部落民より生活水準は良い状況であったと言われる。しかし、大坂商人からの借銭の増大や黒船来航に伴う警備任務などの影響で、藩の財政は危機に瀕した。池田慶政は財政難を克服するため、1856年（安政3年）に29ヶ条にわたる「御倹約御触書」を出した。この触書により、被差別部落民は「着物の類は無紋・渋染・藍染に限る」「雨天の際や仲間の家に行く時は栗下駄を許すが、顔見知りの百姓に出会ったら下駄を脱ぐこと」「他村へ行く時は下駄を禁じる」といった差別を強いられた。
各部落の人々は嘆願書を出すも承引されず、岡山藩筆頭家老の伊木若狭守忠澄への強訴を行うと決める。1856年（安政3年）6月、部落民は非武装の状態で伊木の軍勢と対峙し、2夜にわたる交渉の末、嘆願書の差し出しに成功する。これ以降、渋染・藍染の着物の強制はなくなり、御触書は空文化した。強訴の罪によって12人が入牢となり、6人が獄死、残り6人は一揆の3年後に釈放された。
この事件は、封建制度の時代にあって人間の尊厳を守り抜く闘いと評される。事件の内容は『禁服訟歎難訴記』『屑者重宝記』に記録されている。

## 注
1. 1 2 3 4 5 6 7 8  “渋染一揆資料館（研修及び見学）”. 岡山市. 2021年6月29日閲覧。
2. 1 2  “「渋染一揆」原典史料Ⅱ: 存在を問い続けて”. existenz.seesaa.net. 2021年5月4日閲覧。
3. ↑  “『私たちが創る部落史学習』（香川県部落史をどう教える会 編）: 我が心は石にあらず”. meinherz.seesaa.net. 2021年5月5日閲覧。